# Paolo della Stella
Paolo della Stella (1510 Melano – říjen 1552 Praha) byl italský renesanční sochař, architekt a stavitel působící v Čechách.
Vyškolen byl patrně při pracích na chrámu v Luganu, případně Comu. Od roku 1538 působil v pražských dvorních službách, vedl skupinu italských sochařů, byl stavitel na Pražském hradě a dvorních zámcích v Čechách.

## Dílo
- Letohrádek královny Anny

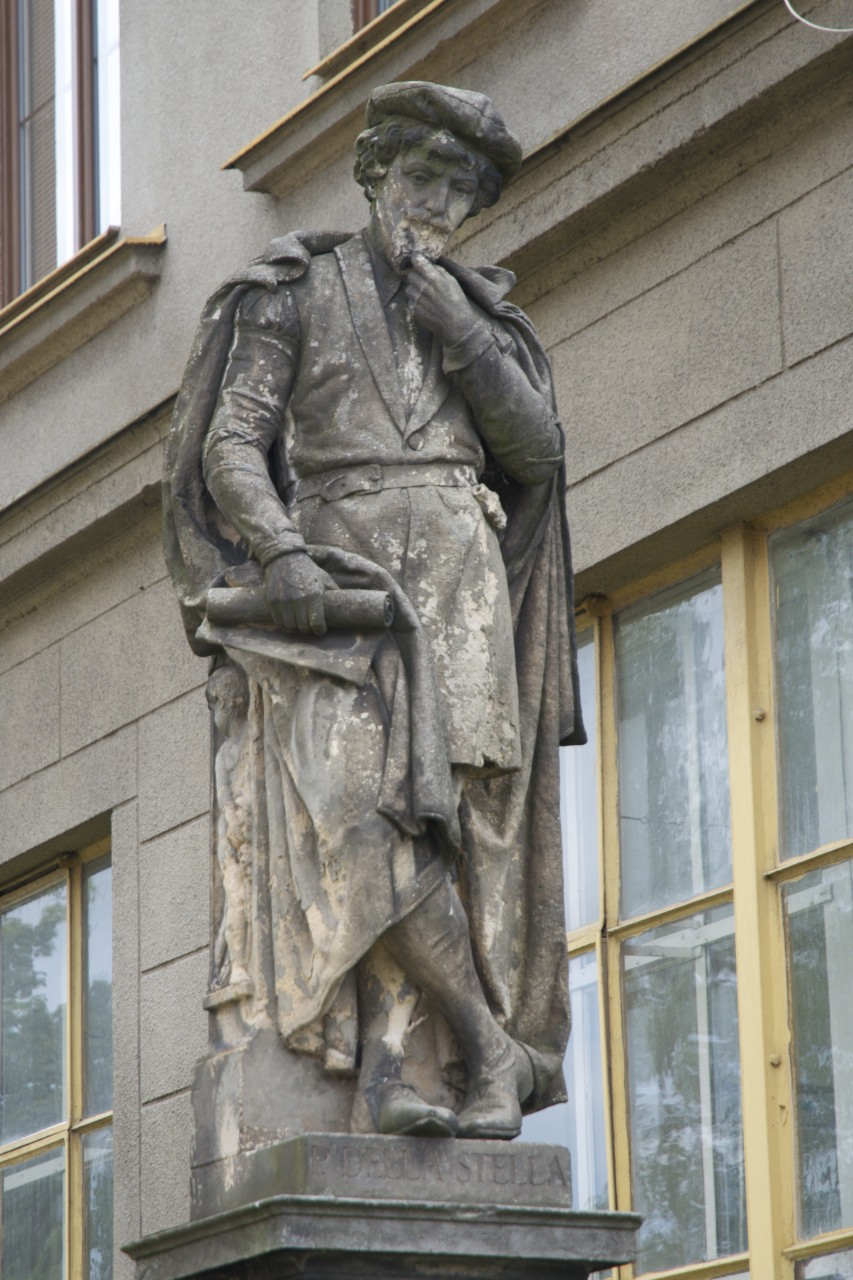
Paolo della Stella, socha u hořické kamenické školy

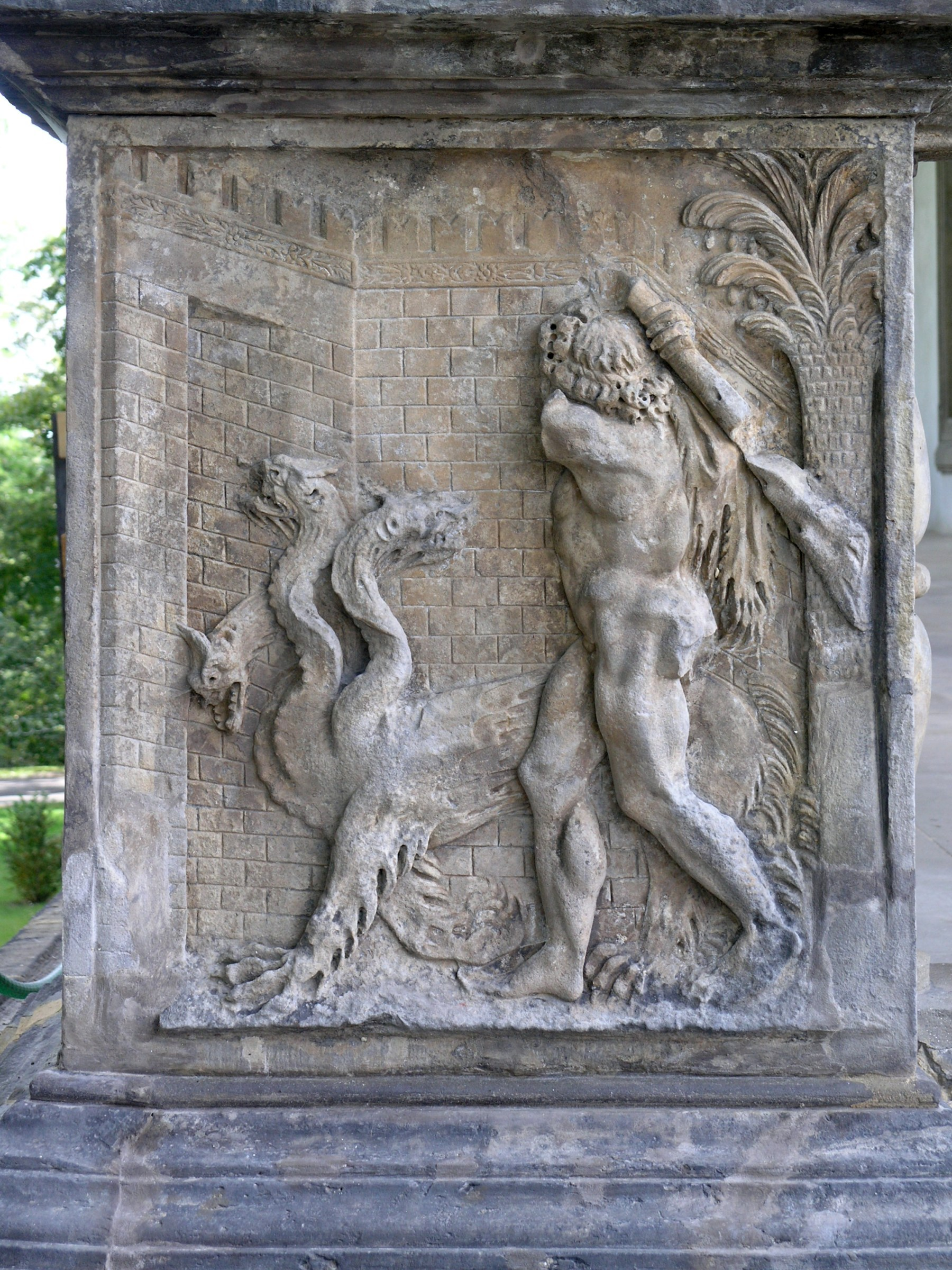
Reliéf na královském letohrádku

  - původní návrh a snad i plány, od 1545 vedl stavbu, kterou později dle vlastního návrhu dokončil Bonifác Wolmut
  - reliéfní výzdoba přízemí – s dalšími italskými sochaři, významné dílo renesančního sochařství střední Evropy
- opravy katedrály a Pražského hradu po velkém požáru 1541
- návrh malířské výzdoby klenby Vladislavského sálu
- Poděbradský hrádek – návrh úprav s arkádami
- Brandýs nad Labem, zámek – návrh úprav, dozor nad stavbou
- Kostelec nad Černými lesy, zámek – zřejmě dohlížel na stavební úpravy
- Nelahozeveský zámek – zřejmě návrh východního křídla pro královského radu Floriána Gryspeka